# Francesc Espelt
Francesc Espelt (Barcelona, ? - Manresa, 22 d' agost de 1712) fou un mestre de capella, organista i compositor català.

## Vida i música
Espelt, fill de Josep i Maria, fou membre d'una cobla de xeremillers de Barcelona que foren contractats el 27 de juny del 1686 per part de l'obra de la basílica de Santa Maria del Mar, per tocar durant la comunió. Posteriorment, quatre anys més tard, el 4 de juliol del 1690 fou nomenat mestre de capella a la mateixa basílica, càrrec que ocupà fins al 9 de gener del 1696, quan renuncià per fer-se frare en favor del seu germà, Pau Espelt, rector de la parròquia de Santa Maria de Sorba del bisbat de Solsona i depenent del monestir de Ripoll. Finalment, el succeí Francesc Valls. Durant la seva estança a la basílica barcelonina, al 1687 concorregué a les oposicions per a la plaça d' organista, que ja ocupava interinament, però perdé el concurs.
Del 2 al 6 de desembre de 1692 se celebraren unes oposicions a Santa Maria de Mataró per tal de cobrir el càrrec de mestre de capella de la parròquia, on Espelt formà part del tribunal juntament amb Ignasi Vidal, organista de Santa Maria del Mar i Josep Puig, organista de Santa Maria de Mataró.
El 13 de novembre de 1697 es presentà novament com a candidat per ocupar la plaça de mestre de capella de Santa Maria del Mar. Guanyà les oposicions i ocupà novament el magisteri, aquesta vegada per prèvia oposició fins al 22 de gener del 1699, quan Espelt renuncià per haver-se casat amb M. Teresa Susan, vídua del mestre de cases, Francesc Monjo el 13 de desembre de 1698.
Al 1700, fou invitat pel Capítol de canonges a la seu de Manresa, qui li proposà ocupar el càrrec, sense oposicions de magisteri a la capella de Manresa. Ell acceptà i accedí al càrrec de mestre fins al 1702. A partir d'aquest any i fins a la seva mort canvià el càrrec de mestre pel d' organista, càrrec que compartí, els últims mesos de la seva vida, amb el seu fill.

## Producció musical
Tot i la gran desconeixença del compositor, la seva  obra s' emmarca generalment dins de l'escola catalana-valenciana de la música orgànica, sovint amb comentaris realment positius sobre la qualitat de la seva producció, bastant copiosa.
Es conserven nou obres per a orgue a la Biblioteca de Catalunya, entre les quals hi ha diverses salmòdies del 1685, Versos para la Misa, un Pange lingua a 3 i quatre misses escrites el 1687.
se' l emmarca generalment dins de l'escola catalana-valenciana de la música orgànica, sovint amb comentaris realment positius sobre la qualitat de la seva producció, bastant copiosa.